# روبرت وينشيب
روبرت وينشيب (بالإنجليزية: Robert Winship)‏ هو شخصية أعمال أمريكي، ولد في 27 سبتمبر 1834، وتوفي في 8 سبتمبر 1899.